# William Leonard D’Mello
William Leonard D’Mello (* 24. März 1931 in Cascia, Mangalore, Karnataka, Indien; † 19. Juli 2011 in Mangalore) war ein indischer Geistlicher und römisch-katholischer Bischof von Karwar.

## Leben
William Leonard D’Mello studierte Theologie und Philosophie am Priesterseminar St. Peter in Bangalore, das von der Pariser Mission geführt wurde. Er empfing am 16. April 1957 die Priesterweihe durch den Erzbischof von Bangalore, Thomas Pothacamury. Nach seelsorgerischer Tätigkeit wurde er 1966 Generalvikar in Bangalore. 1976 wurde er stellvertretender Domkapitular und Administrator der Diözese.
Papst Paul VI. ernannte D’Mello am 24. Januar 1976 zum ersten Bischof des mit gleichem Datum neugegründeten Bistums Karwar. Die Bischofsweihe spendete ihm Kurienerzbischof Duraisamy Simon Lourdusamy, Sekretär der Kongregation für die Evangelisierung der Völker, am 29. April 1977; Mitkonsekratoren waren Packiam Arokiaswamy, Erzbischof von Bangalore, und Ignatius P. Lobo, Bischof von Belgaum.
Am 24. Februar 2007 wurde seinem altersbedingten Rücktrittsgesuch durch Papst Benedikt XVI. stattgegeben.